# Ḷ
Das Ḷ (kleingeschrieben ḷ) ist ein Buchstabe des lateinischen Schriftsystems. Er besteht aus einem L mit einem Unterpunktakzent.
Der Buchstabe wird zwar in keiner Sprache verwendet, ist aber Teil des IAST. Ḷ wird zur Schreibung des silbischen L verwendet, z. B. im Indogermanischen (z. B. kl̩tˀo, deutsch Holz). Im Sanskrit können neben den "normalen" Vokalen auch das R und das L die Funktion eines Vokals übernehmen. Das Ḷ steht in diesem Falle für die Umschrift eines solchen silbischen L, welches in den indischen Schriften als Anfangsbuchstabe ऌ/ঌ/ઌ/ଌ/ఌ/ಌ/ഌ/ඏ und innerhalb eines Wortes mit dem Vokalzeichen ॢ/ৢ/ૢ/ୢ/ౢ/ೢ/ൢ geschrieben wird. Dieser Laut kommt jedoch nur im Sanskrit in einigen wenigen Wörtern vor und ist ansonsten in keiner heutigen indischen Sprache zu finden, sodass das Ḷ nur selten zum Einsatz kommt.
In der marshallesischen Sprache wird das Ḷ für einen velarisierten stimmhaften lateralen dentalen Approximanten (IPA: l̪ˠ) verwendet. Der Unterpunkt steht hierbei für die Velarisierung des Konsonanten.
Wie bei anderen Vokalen gibt es eine lange Version des Ḷ, das Ḹ
Abweichend davon stellt das Ḷ in ISO 15919 einen stimmhaften lateralen retroflexen Approximanten dar, der in den indischen Schriften mit dem Buchstaben ळ/ਲ਼/ળ/ଳ/ள/ళ/ಳ/ള/ළ geschrieben wird.

## Darstellung auf dem Computer
Unicode enthält das Ḷ an den Codepunkten U+1E36 (Großbuchstabe) und U+1E37 (Kleinbuchstabe).
In TeX kann man mit den Befehlen \d L bzw. \d l das Ḷ bilden.